# 三泉城
三泉城（法語：Troisfontaines-la-Ville），或音译为特鲁瓦方丹拉维尔，是法国上马恩省的一个市镇，属于圣迪济耶区。该市镇总面积37.88平方公里，2009年时的人口为398人。

## 交通
上马恩省省道D9线、D116线、D184线、D213线、D245线和D247线经过境内。

## 人口
三泉城人口变化图示